# Ákra Marathónos
Ákra Marathónos är en udde i Grekland. Den ligger i den sydöstra delen av landet, 30 km nordost om huvudstaden Aten.
Terrängen inåt land är platt österut, men åt nordväst är den kuperad. Havet är nära Ákra Marathónos åt sydost. Närmaste större samhälle är Néa Mákri, 8,0 km sydväst om Ákra Marathónos. 